# Mordaza (instrumento)
Una mordaza —en el ámbito del BDSM— es cualquier cosa usada para evitar el habla. El uso de las mordazas tiene normalmente connotaciones fetichistas, sobre todo en el bondage. El que impidan o dificulten la comunicación verbal entre el sujeto sumiso y el dominante, así como que según algunos puedan ser incómodas de llevar, es visto de forma negativa por algunos autores. Se indica también la necesidad de acordar algún tipo de seña entre los sujetos que participen en este tipo de prácticas con el objetivo de poder comunicar que hay que retirar la mordaza. Existen gran variedad de tipos de mordazas.

## Tipos
- Mordaza de cinta

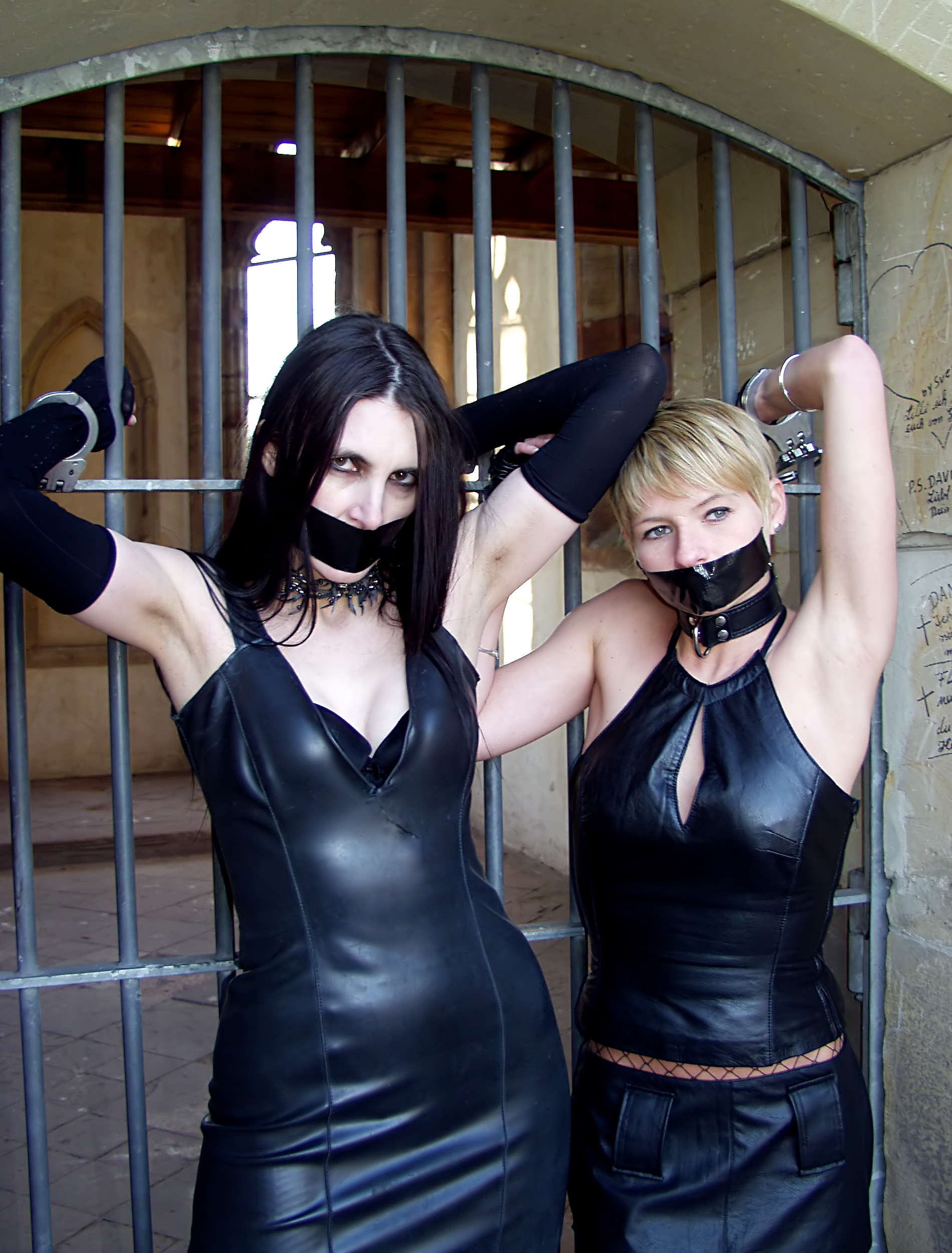
Dos mujeres con mordazas de cinta

En inglés tape-gag. Consiste en cinta adhesiva que se pega sobre la boca. Presenta el inconveniente de que puede ser complicado retirarla rápidamente en caso de necesidad. Puede ser difícil mantenerla fija si se usa maquillaje, además de poder irritar la piel.
- Mordaza de relleno

Se pueden usar las medias de una mujer como mordaza, introduciéndolas en la boca del sujeto sumiso, conocidas en inglés como panty-gag.

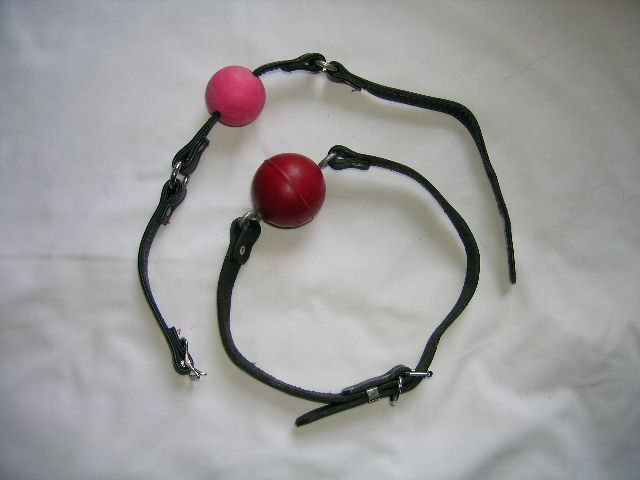
Mordazas de bola

- Mordaza de bola 
 En inglés ball-gag. Se trata de una bola normalmente fabricada de material plástico que se ajusta en la boca mediante una correa de cuero que se abrocha por detrás de la cabeza.[5]  En ocasiones no es necesaria una correa con sus respectivas hebillas para abrochar, por en cambio puede ser una tela o similar, para ser más cómoda para ajustarla a la nuca o parte trasera de la cabeza de quien se vaya amordazar.

- Mordaza de anillo

En inglés ring gag. Sustituye la bola de las ball gags por un anillo, que puede en ocasiones ser metálico y ser molesto para los que lo utilizan. 
- Mordazas de bocado o de morder

En inglés bit gag. Consisten en un trozo de plástico recubierto de goma o cuero que es mordido por el sujeto sumiso. Presentan un mecanismo similar al empleado en caballos, el bocado de la brida.
- Mordaza de pene

En inglés cock mouth gag o dick gag. Es similar a la mordaza de bola; sin embargo consta de un pequeño pene o protuberancia de plástico que se introduce en la boca del sumiso.